# Elaphidion cristalensis
Elaphidion cristalensis là một loài bọ cánh cứng trong họ Cerambycidae.